# ماريانا مولينا
ماريانا مولينا (بالبرتغالية: Mariana Molina‏) هي عارضة وممثلة برازيلية، ولدت في 7 يناير 1990 في ساو برناردو دو كامبو في البرازيل.

## وصلات خارجية
- ماريانا مولينا على موقع IMDb (الإنجليزية)
- ماريانا مولينا على موقع قاعدة بيانات الفيلم (الإنجليزية)